# Хеден I
Хеден I (Хеден Старший; лат. Heden I; погиб в 687) — правитель Вюрцбургского герцогства (населённых тюрингами областей Франконии) со второй половины 640-х годов до 687 года.

## Биография
Основными нарративными источниками о Хедене I являются средневековые агиографические сочинения: жития святых Килиана и Бильхильды Альтмюнстерской.
В «Мученичестве Килиана» сообщается, что Хеден I был сыном Хруоди (лат. «Hetanis senioris, qui fuit filius Hruodis»). Того некоторые историки считают одним лицом с герцогом тюрингов Радульфом. Однако, скорее всего, такое отождествление неверно, хотя на основании ономастических данных не исключается их родство. В таком случае Хеден I — первый достоверно известный член рода Хеденинов. Вероятно, близким родственником Хедена I мог быть Хедин, около 590 года участвовавший в войне с лангобардами герцог автразийского короля Хильдеберта II.
В средневековых источниках Хеден I упоминается как правитель Вюрцбургского герцогства, занимавшего часть Франконии, населённую тюрингами. О том когда и при каких обстоятельствах он получил это владение, сведений не сохранилось. По одним данным, правителем этих земель мог быть ещё Хруоди. Сторонники этой версии считают, что в 630-х годах Дагобертом I было создано не одно герцогство на пограничных с государством Само территориях Австразии, а три: Тюрингское герцогство во главе с Радульфом, Вюрцбургское герцогство во главе с Хруоди, и герцогство вокруг Веттерау или Ашаффенбурга во главе с Фарой из рода Агилольфингов. Из них после восстания Радульфа и Фары около 640 года под властью франков осталось только Вюрцбургское герцогство. Однако в некоторых средневековых источниках Радульфу приписывается основание крепости Вюрцбург, что должно свидетельствовать о распространении его власти и на эту территорию. На этих основаниях предполагается, что при Радульфе Тюрингия и Франкония составляли единое владение. Сторонники этой версии считают, что до того как стать правителем франконских тюрингов, Хеден I служил королям Австразии, по приказу или поддержке которых после смерти во второй половине 640-х годов Радульфа отторг у его преемника Вюрцбургское герцогство. Возможно, этим преемником Радульфа был Теотбальд, которого некоторые считают сыном умершего герцога. Таким образом, к середине VII века населённые тюрингами земли оказались разделены: под властью Хедена I находилась Франкония, а под властью Теотбальда — собственно Тюрингия.
О взаимоотношениях Хедена I и франков после получения им власти над Франконией в средневековых источниках не сообщается. Предполагается, что герцог тюрингов хотя и признавал над собой верховную власть правителей Франкского государства из династии Меровингов, но в своих владениях правил как полностью независимый властитель. Возможно, Хеден I также как и его подданные был язычником. Однако он терпимо относился к приезжавшим в его владения христианским проповедникам. Среди таких называются святой Килиан и его спутники Колман и Тотнан.
Своей резиденцией Хеден I избрал крепость Вюрцбург. Он упоминается как законодатель в составленном в VII веке сборнике германского права «Lex Ribvaria». Известно также о происходивших тогда военных конфликтах тюрингов со славянами и аварами. Из них последние с начала 670-х годов стали основными противниками тюрингов. В одном из боёв с аварами герцог Хеден I и погиб в 687 году.
Предполагается, что женой Хедена I была Бильхильда Альтмюнстерская. Согласно житию этой святой, та была дочерью франкского графа Иберина. В 672 году она вопреки своей воли была выдана замуж за герцога тюрингов, язычника Хедена (лат. «dux militum gentilis… vocabulo Hetan»). Будучи христианкой, Бильхильда безуспешно пыталась приобщить того к христианству, но приверженность герцога к язычеству навсегда отвратила святую от супруга. Воспользовавшись отсутствием Хедена в столице, беременная Бильхильда бежала от него в Майнц к своему дяде, епископу Ригиберту. Здесь она родила сына, который вскоре умер. По одним свидетельствам, после смерти ребёнка Бильхильда возвратилась к мужу и даже обратила того в христианство. По другим данным, герцог Хеден уже погиб к тому времени в сражении, а Бильхильда до конца жизни так и прожила в Майнце. Основав на собственные средства монастырь Альтмюнстер, она стала в нём аббатисой и умерла 27 ноября 734 года. Однако ряд современных историков считает, что мужем Бильхильды мог быть или живший на рубеже VII—VIII веков тюрингский герцог Хеден II, или какой-нибудь другой представитель рода Хеденинов. В житии же святого Килиана утверждается, что у Хедена I было три сына. Из них отца пережил только Гозберт, который и стал новым правителем Тюрингии.